# Капитанская дочка (мюзикл, 2018)
«Капитанская дочка» — мюзикл по одноимённой повести Александра Пушкина на музыку Максима Дунаевского, стихи и либретто Марка Розовского.

## Сюжет
Действие происходит в период событий восстания Емельяна Пугачёва и рассказывает о человеческих качествах главных героев – Петра Гринёва и капитанской дочери Маши Мироновой, и как роковые события отражаются на судьбах героев, сумевших сохранить жизнь и своё достоинство.

## История создания
Идея постановки мюзикла принадлежит режиссёру-постановщику, либреттисту и автору стихов к музыкальным номерам Марку Розовскому и композитору Максиму Дунаевскому. В первом акте спектакля пятнадцать музыкальных номеров, а во втором семнадцать. По его словам, идея создания родилась в середине 80-х годов прошлого века, когда он работал над постановкой мюзикла «Бедная Лиза». Максим Дунаевский говорит в интервью телеканалу «Продвижение»: «К предложению Розовского я поначалу отнесся с недоверием. Авторитет пушкинских стихов, которых зритель бы ждал, меня немного придавливал. Но режиссер, с его энергией и силой, заставил меня над этим работать. Марк Розовский написал замечательные, глубокие, драматические стихи. Иногда очень легкие и ироничные. Он оставил все узловые моменты пушкинской драмы, сохранил дух, идею, мысль, основные сцены и главное любовь!». Премьера состоялась 7 октября 2018 года в театре "На Никитских воротах". В следствии этот спектакль получил премию «Музыкальное сердце театра» в номинации «Лучший исполнитель роли второго плана» – Денис Юченков (Емельян Пугачёв) из 10 номинаций. В мае 2021 года принял участие в завершении фестиваля «Горячее сердце»,в декабре в рамках Всероссийского проекта «Доступный театр» в Великих Луках. Премьера состоялась 5 апреля 2022 в музыкальном театре Республики Крым. «"Капитанская дочка" вышла  классической, без заигрывания с публикой, но с посылом: люби страну и сохраняй достоинство».

## Актёрский состав
- Постановочная группа (Театр «На Никитской», 2018)

| Роль                                             | Артисты |
| ------------------------------------------------ | --- |
| Историк                                          | Михаил Озорнин, Никита Кучихидзе, Степан Лузянин |
| Пётр Андреевич Гринёв                            | Игорь Скрипко, Максим Якимов |
| Архип Савельич                                   | Юрий Голубцов, Андрей Молотков |
| Иван Кузьмич Миронов                             | Денис Сарайкин, Вадим Пожарский |
| Василиса Егоровна Миронова                       | Ольга Лебедева, Ирина Морозова |
| Марья Ивановна Миронова                          | Николина Калиберда, Екатерина Васильева, Ирина Уханова |
| Алексей Иванович Швабрин                         | Станислав Федорчук, Марк Кондратьев |
| Емельян Пугачёв                                  | Александр Масалов, Денис Юченков |
| Екатерина II                                     | Наталья Корецкая, Ирина Морозова |
| Генерал                                          | Иван Арнгольд |
| Белобородов                                      | Владимир Давиденко, Сергей Уусталу |
| Хлопуша                                          | Александр Чернявский |
| Академик Ловиц                                   | Иван Арнгольд |
| Буран                                            | Яна Прыжанкова |
| Цыган-бродяга                                    | Рашид Казиев |
| Киргиз                                           | Юрий Шайхисламов |
| Казаки-разбойники, Белгородцы, Дворцовые игрушки | Антон Бельский, Антон Николаев, Сергей Уусталу, Никита Сюсюкин, Василий Рахманин, Никита Кучихидзе, Рашид Казиев, Фёдор Попов, Дмитрий Пугачёв            |
| Крестьянки, Дамы, Дворцовые игрушки              | Евгения Львова, Анна Титова, Екатерина Васильева, Татьяна Дьяченко, Александра Клюшина, Светлана Лапина, Алиса Тарасенко, Ирина Шкабара, Ксения Некрасова |

- - Композитор — Максим Дунаевский
  - Либретто, стихи и постановка — Марк Розовский
  - Балетмейстер — Антон Николаев
  - Сценография — Станислав Морозов
  - Художники по костюмам — Мария Данилова, Денис Шевченко
  - Художник по свету — Евгений Братяков, Ирина Вторникова[14]
  - Видео-арт — Сергей Новожилов
  - Ассистент режиссера — Денис Юченков
  - Педагог-репетитор по вокалу — Екатерина Гусар
  - Концертмейстер-репетитор — Татьяна Смольская
  - Аранжировки — Валерий Разумовский
  - Помощник режиссера — Оксана Мельникова
  - Звук — Алексей Парубин
  - Свет — Александр Кузнецов, Евгений Братяков
  - Грим — Татьяна Толкачева, Светлана Поклонова
  - Реквизитор — Ольга Заярская

- Постановочная группа (Музыкальный театр Республики Крым, 2022)

| Роль                       | Артисты                                         |
| -------------------------- | ----------------------------------------------- |
| Гринёв                     | Андрей Кошелев, Владимир Кудрявцев              |
| Пугачёв                    | Максим Галенков, Евгений Печёнкин, Андрей Фомин |
| Иван Кузьмич Миронов       | Валерий Лукьянов, Владислав Черников            |
| Василиса Егоровна Миронова | Елена Дмитриева, Лилия Егорочкина               |
| Маша Миронова              | Анастасия Печёнкина, Маргарита Хусаинова        |
| Савельич                   | Юрий Павлов                                     |
| Швабрин                    | Александр Блинов                                |
| Хлопуша                    | Виктор Феклушин, Владислав Цой, Евгений Син     |
| Белобородов                | Виктор Феклушин, Керим Эбубекиров               |
| Генерал                    | Игорь Юрченко                                   |
| Екатерина II               | Юлия Блинова, Татьяна Медведева                 |
| Отец Гринёва               | Максим Дозорец                                  |
| Мать Гринёва               | Зоя Лукьянова, Галина Чебыкина                  |
| Монах                      | Виктор Антонов-Глебов                           |
| Следователь                | Валерий Карпов, Юрий Грищенко                   |
| Офицер, священник          | Максим Дозорец, Иван Мойсишен                   |
| Андрюша                    | Максим Дозорец, Никита Маков                    |

- - Композитор — Максим Дунаевский
  - Либретто, стихи — Марк Розовский
  - Режиссёр-постановщик — Владимир Косов
  - Художник-постановщик — Кирилл Ерёмин
  - Балетмейстер-постановщик — Александр Гоцуленко
  - Музыкальный руководитель — Эльмира Мухтерем
  - Хормейстер — Анастасия Рох
  - Педагог по вокалу — Олег Палий
  - Ассистент режиссёра — Юрий Грищенко, Эмилия Черникова
  - Ассистент балетмейстера — Наталья Аджарипова
  - Помощники режиссёра — Полина Никитченко, Елена Фомина
  - Концертмейстеры — Елена Ильюшёнок, Лариса Чеглакова
  - Светозвуковое оформление — Евгений Дунькин
  - Художник по свету — Иван Буланихин

## Реакция

### Отзывы критиков
Светлана Наборщикова из «Известия»: «спектакль успешно решил три задачи. Во-первых, дал ощущение своеволия судьбы, описанной Гриневым: «Я не мог не подивиться странному сцеплению обстоятельств: детский тулуп, подаренный бродяге, избавлял меня от петли, и пьяница, шатавшийся по постоялым дворам, осаждал крепости и потрясал государством!» Во-вторых, утвердил зрителя в ключевой пушкинской мысли: «Лучшие и прочнейшие изменения суть те, которые происходят от улучшения нравов, без всяких насильственных потрясений». В-третьих, вызвал желание прочесть первоисточник. Большей награды интерпретаторам, согласитесь, быть не может»..
Наталья Гусева положительно приняла мюзикл: «Мюзикл великолепно поставлен с точки зрения света, цвета, пластики и сценических решений. Получилась невероятно хорошая постановка (музыка М. Дунаевского, режиссура М. Розовского), оживляющая известный сюжет Пушкина понятными и живыми эмоциями, новыми смыслами, показана поэтическая картина нашей Руси, наполненная криками, песнями, танцами и бесконечностью наших российских дорог».
Рецензент «Московского комсомольца» Екатерина Кретова положительно отозвалась о музыке: «фантастический феномен Дунаевского – он всякий раз предъявляет хит, который тут же подхватывается, поется и отвязывается только при помощи следующего из этой длинной цепочки. И тут невольно задумаешься: какой дар композитору предпочтительнее – сочинить нечто оригинальное и ни на что не похожее, или такое, что мгновенно ложится в уши и слетает с языка. Для жанра мюзикла ответ очевиден».

### Зрители
Зрительская оценка московской версии мюзикла на сайте журнала «Афиша» составляет 8,7 звезд из 10, на ticketland рейтинг 9,1 звезд из 10.